# Johnny Mathis
John Royce "Johnny" Mathis (Gilmer, Texas, 30 de setembro de 1935) é um cantor popular norte-americano.  

## Biografia
Nascido no Texas, Mathis viveu boa parte da sua infância em São Francisco (Califórnia). Influenciado pelo pai que havia sido cantor e pianista de vaudeville, começou a cantar publicamente na escola e em eventos da igreja. Seu pai rapidamente percebeu o talento do filho e contratou-lhe um professor de canto quando ele tinha treze anos. 
Ele foi também um talentoso atleta juvenil, tendo jogado basquetebol e participado de competições de atletismo na escola de segundo grau. Graças a isso, recebeu uma bolsa de estudos para atletas na Faculdade Estadual de São Francisco, onde em 1954 quebrou um recorde estudantil de salto em altura com a marca de 1,96m, apenas 7cm abaixo do recorde olímpico da época.  Sua intenção era tornar-se professor de Educação Física, mas ao mesmo tempo começou a cantar em bares, e acabou atraindo a atenção do produtor musical George Avakian. 
No início de 1956, antes de completar 19 anos, Mathis teve que optar entre começar a treinar com a equipe norte-americana de atletismo que iria para as Olimpíadas de Melbourne ou assinar um contrato como cantor com a Columbia Records. Seguindo conselho de seu pai, ele optou pela carreira musical,  mas nunca perdeu completamente o entusiasmo pelo esporte, tornando-se um praticante de golfe e patrocinando vários torneios beneficentes. 
Embora frequentemente descrito como um cantor romântico, sua discografia inclui um vasto número de estilos: jazz, pop tradicional, música latina, soul/R&B, soft rock e outros.  Teve também desde cedo ligação com o cinema: um dos seus primeiros sucessos, It's not for me to say, foi incluído no filme Lizzie (1957), no qual ele também aparece num papel coadjuvante. Mathis também é mundialmente conhecido por A time for us, tema do filme Romeu e Julieta (1968) de Franco Zeffirelli, adaptação para o cinema da obra literária de William Shakespeare. Seu nome tornou-se também muito ligado à música natalina, depois de ter gravado seis álbuns de Natal. 
Ao todo, Johnny Mathis gravou mais de 130 álbuns, que venderam mais de 200 milhões de cópias em todo o mundo. É até hoje o artista mais longa permanência no selo da Columbia Records, onde esteve contratado de 1956 a 1963 e de 1968 até o presente.
Algumas de suas canções de grande sucesso incluem Evie, My love for you, Maria (trilha sonora do filme Amor, sublime amor), Chances are, It´s not for me to say, Wonderful! Wonderful!, The twelfth of never, Wild is the wind, Mundo Divino, Misty, Pequeno, A certain smile, Gina, What will my Mary say, On a clear day (You can see forever), Eu estou na Casa ao Lado, When a child is born, Gone, Gone, Gone, Too much, too little, too late (com Deniece Williams), Last time I felt like this (com Jane Olivor), e Friends in love (com Dionne Warwick).
Um dos poucos cantores cuja carreira atravessou seis décadas, Mathis continua apresentando-se e gravando regularmente. Seu mais recente álbum é Johnny Mathis sings the great new american songbook, lançado em setembro de 2017, com canções previamente gravadas por Leonard Cohen, Bruno Mars, Whitney Houston, etc. 
Recentemente (2018), Mathis teve uma participação no seriado norte-americano Criminal Minds, no episódio final da temporada 14, fazendo papel dele próprio como padrinho de casamento do protagonista. 